# M. Bhaktavatsalam
Minjur Bhaktavatsalam o Minjur Kanakasabhapathi Bhaktavatsalam (9 de octubre de 1897 - 31 de enero de 1987) fue un abogado, político indio y luchador por la libertad en el estado de Tamil Nadu. Él sirvió como el principal ministro del estado de Madras desde el 2 de octubre de 1963 hasta el 6 de marzo de 1967. Fue el último ministro jefe de Tamil Nadu del Congreso y el último de haber participado en el movimiento de independencia de la India.
Bhaktavatsalam nació el 9 de octubre de 1897 en la Presidencia de Madrás. Estudió Derecho y ejerció como abogado en el Tribunal Supremo de Madrás. Se involucró en la política y el movimiento de la libertad desde una edad temprana y fue encarcelado durante la Sal Satyagraha y el movimiento Quit India. Fue elegido miembro de la Asamblea Legislativa de Madras en 1937 y se desempeñó como secretario parlamentario en el gobierno de Rajaji y como ministro en el gobierno de O. P. Ramaswamy Reddiyar. Lideró el Congreso Nacional de la India durante la década de 1950 y sirvió como primer ministro del Presidencia de Madrás 1963-1967. Después de la derrota del Congreso Nacional Indio en las elecciones de 1967, Bhaktavatsalam se retiró parcialmente de la política. Murió el 31 de enero de 1987, a la edad de 89 años.